# San Mamed de Losada
Losada (llamada oficialmente San Mamede de Lousada) es una parroquia española del municipio de Carballedo, en la provincia de Lugo, Galicia.

## Otras denominaciones
La parroquia también es conocida por el nombre de San Mamed de Losada.

## Organización territorial
La parroquia está formada por seis entidades de población:
- Faíl
- Galegos
- Lulás
- San Mamede
- Veiga
- Vilagarcía

## Demografía
| Gráfica de evolución demográfica de Losada entre 2000 y 2019 |
|                                                              |
| Datos según el nomenclátor publicado por el INE.             |